# Rohrbeck (Dallgow-Döberitz)

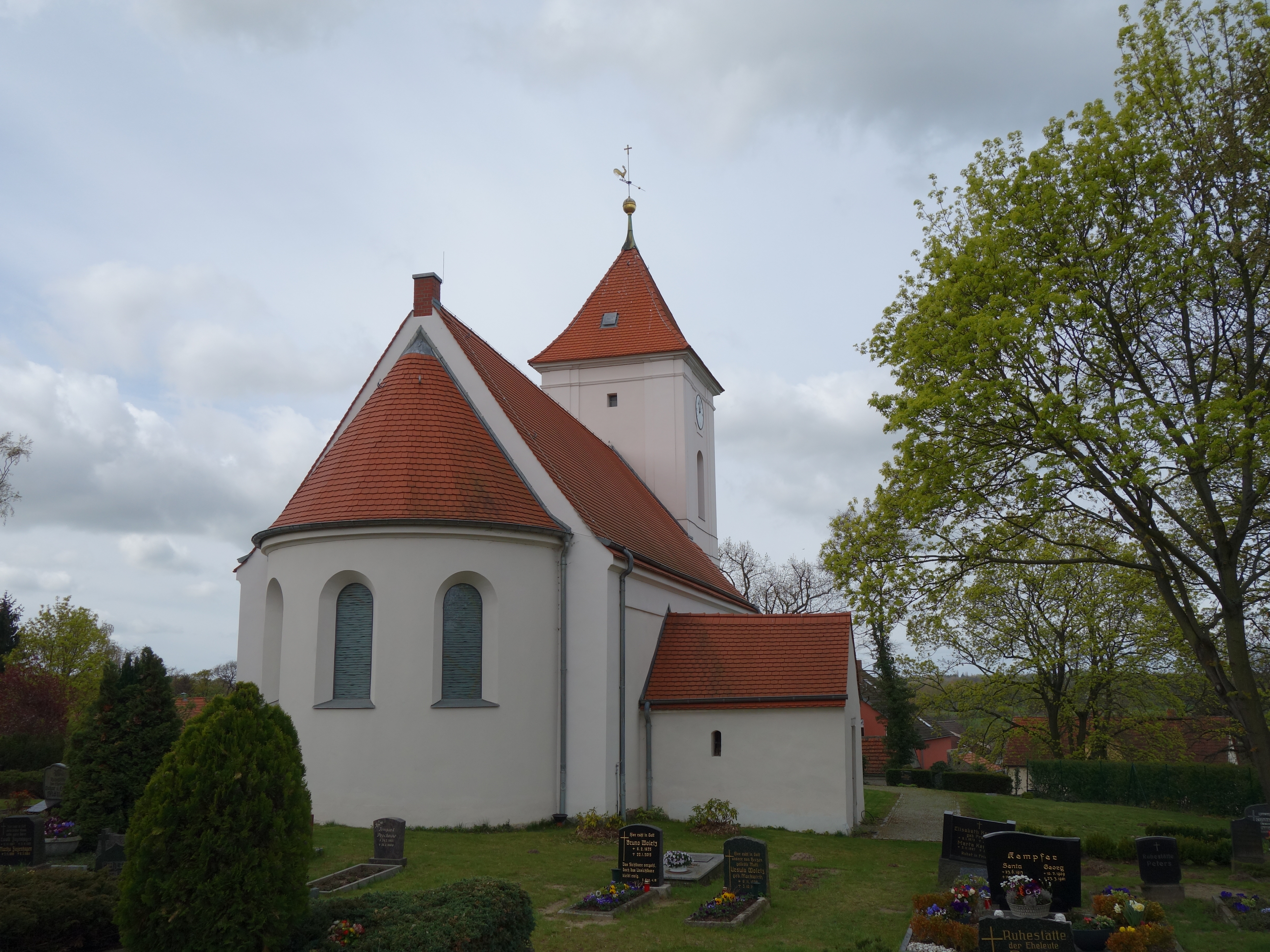
Dorfkirche

Rohrbeck ist ein bewohnter Gemeindeteil der Gemeinde Dallgow-Döberitz. Es liegt westlich von Berlin im Landkreis Havelland in Brandenburg.

## Der Ortsname
Der Ortsname Rohrbeck, der als Rorebeke 1313 zum ersten Mal Erwähnung fand, steht für „Rohrbach, Schilfbach“. Der entlang des Dorfes fließende Bach heißt Rorbeke.

## Geografie
Rohrbeck grenzt nördlich an die Döberitzer Heide. Die Gemeinde Dallgow-Döberitz, zu der Rohrbeck gehört, liegt südlich von Falkensee und grenzt im Osten direkt an Berlin-Spandau an.

## Geologie
Rohrbeck ist an der Abbruchkante einer eiszeitlichen Moräne gelegen und öffnet sich in Richtung Westen zu einer Luchlandschaft.

## Geschichte
Die Spuren Rohrbecks lassen sich aufgrund schriftlicher Erwähnung 1313 und 1375 bis ins 14. Jahrhundert zurückverfolgen. Ursprünglich unterlag die Siedlung der Herrschaft der Burg Spandau, ab 1403 übernahm das Benediktinerinnenkloster Spandau die Kontrolle über das Dorf und das Kirchenpatronat, das Recht zur Besetzung der Pfarrstelle mit einem Priester. 1558, im Zeitalter der Reformation, endete die Herrschaft des Benediktinerinnen-Klosters, und das sogenannte Amt Spandau übernahm die Herrschaft, die bis 1872 dauern sollte. 1892 wurde das Dorf durch die Anschlusssiedlung „Neu-Döberitz“ am Dallgower Bahnhof erweitert, 1919 und 1928 erfolgten weitere Eingemeindungen, vor allem mehrerer umliegender Güter (Buchow-Karpzow, Dyrotz und Ferbitz), die das Gemeindegebiet erheblich erweiterten.
In unmittelbarer Nähe des Dorfes befindet sich inmitten des Landidylls der Galgenberg, auf dem sich bis 1920 ein Friedhof für gestorbene Kriegsgefangene aus dem Ersten Weltkrieg befand. In Rohrbeck war damals ein Kriegsgefangenenlager eingerichtet, in welchem bis zum Kriegsende 1918 mehr als 30.000 Gefangene interniert waren. Dort oben hatten 186 Russen, 53 Franzosen, 38 Engländer, 25 Italiener und drei Rumänen ihre letzte Ruhe gefunden. Die Italiener, Engländer und Franzosen wurden bis 1920 umgebettet, während der Friedhof für die Russen und Rumänen die Ruhestätte blieb. Heute erinnert dort noch ein kleines Denkmal an diese Zeit, die Weiße Maria (dargestellt durch eine zarte Frauengestalt, die in versunkener Haltung auf dem Steinsockel kniet und trauert), welche von französischen Gefangenen errichtet worden sein soll.

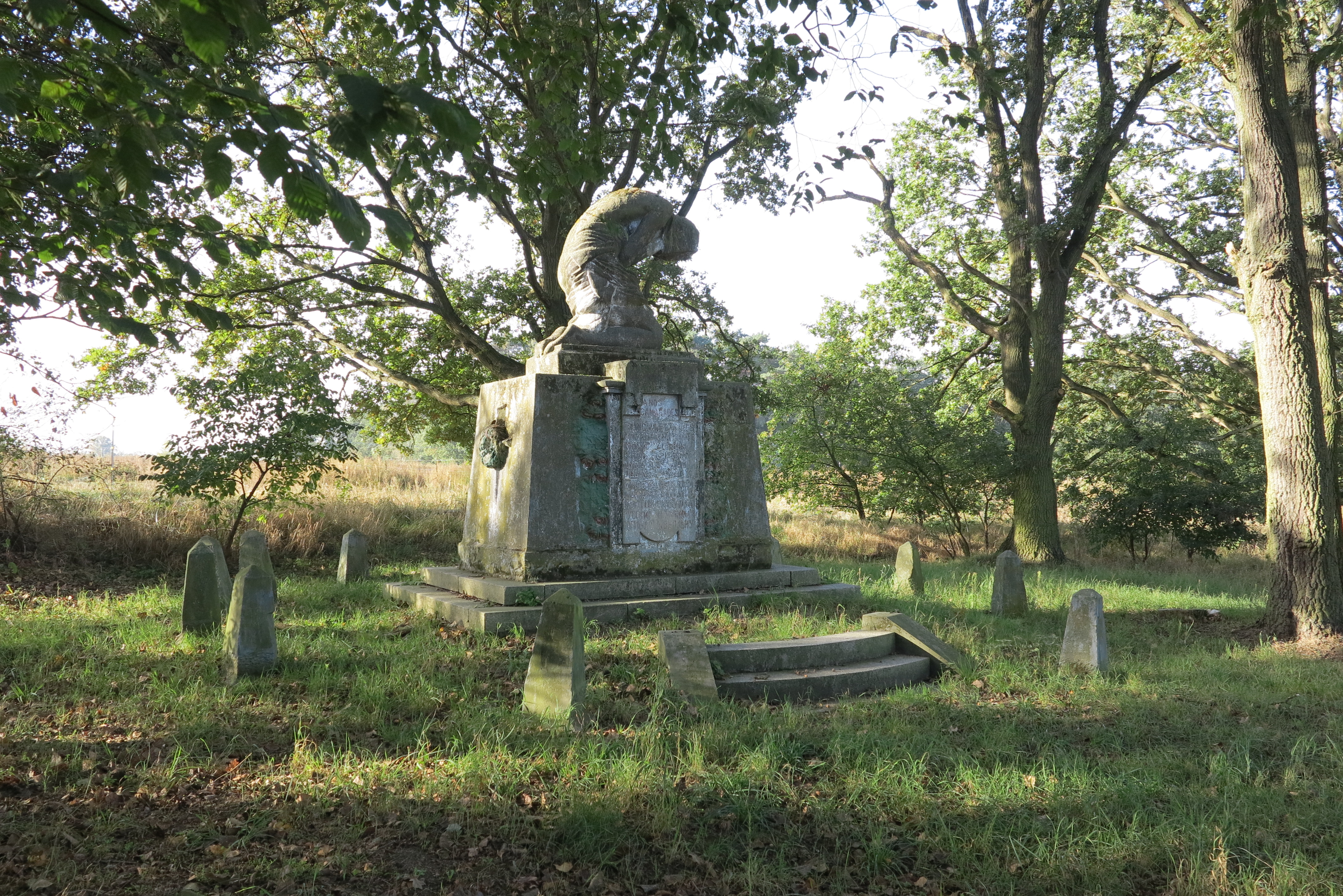
Die „Weiße Maria“ erinnert an die Toten eines Kriegsgefangenenlagers aus dem 1. Weltkrieg

Am 1. Juli 1950 schließlich wurde Rohrbeck nach Dallgow-Döberitz eingemeindet.

## Dorfstruktur und Gebäude
Bei Rohrbeck handelt es sich um ein klassisches Straßendorf. An der Kreuzung von Dorf- und Hauptstraße steht auf einer Anhöhe die Dorfkirche, welche als Blickfang das Dorf überragt. An der westlichen Straßenseite liegen Drei- und Vierseithöfe, an der östlichen Straßenseite sind die ursprünglichen Bebauungsstrukturen nur noch unvollständig erhalten.
Besondere Gebäude sind neben der Dorfkirche das daneben gelegene ehemalige Schulgebäude, welches heute als Gemeindehaus dient, und der ehemalige Gasthof „Alter Olympischer Krug“, noch heute durch die olympischen Ringe über der Tür erkennbar.

## Kirchengemeinde
Ab Mitte des 13. Jahrhunderts wurde im Havelland, ausgehend von Spandau, christliche Missionierung betrieben, die Kirche in Rohrbeck wurde im 14./15. Jahrhundert aus Feldsteinen im romanischen Stil erbaut und unterstand bis zur Reformation im 16. Jahrhundert dem Benediktinerinnenkloster Spandau. Epitaphe und Leichensteine im Innenraum der Kirche können bis ins Jahr 1585 zurückdatiert werden. Der ursprünglich hölzerne Kirchturm wurde nach einem Brand 1590 im Jahre 1610 durch den heutigen Fachwerkturm ersetzt, welcher durch eine Steinfassade verkleidet ist.
In jüngerer Zeit erlebt die evangelische Kirchengemeinde Rohrbeck einen erheblichen Aufschwung, was ihre Mitgliederzahlen angeht. Durch den Zuzug junger Familien aus Berlin verdreifachte sich die Zahl der Gemeindemitglieder von 1998 bis 2010.